# Tradimento (album)
| Recensione       | Giudizio |
| ---------------- | -------- |
| la Repubblica XL | Positivo |
| Rockol           | Positivo |

Tradimento è il terzo album in studio del rapper italiano Fabri Fibra, pubblicato il 26 maggio 2006 dalla Universal Music Group.
L'album è considerato il disco che ha aperto l'hip hop al grande pubblico in Italia.

## Descrizione
Il titolo è un esplicito riferimento al tradimento che il rapper commise agli occhi degli amanti del genere più hardcore, ovvero la firma con la major Universal Music Group, dopo diverse produzioni distribuite tramite l'etichetta indipendente Vibrarecords. Le basi del disco sono di Nesli, di Big Fish e di DJ Nais. Il disco è stato registrato tra il Teste Mobili Studio di Senigallia e il Doner Studio di Milano. La pula bussò usa sia un campionamento che alcune strofe riadattate da E la luna bussò di Loredana Bertè (1979).
L'album è stato certificato disco di platino in Italia, entrando nella prima settimana direttamente alla prima posizione della classifica. Tradimento ha venduto oltre 180 000 copie ed è considerato uno tra i migliori album italiani del decennio dalle classifiche di Rockol.

### Riedizioni
Il 1º dicembre 2006 è stata pubblicata la Platinum Edition, una versione speciale che consiste in un doppio disco pubblicata per celebrare il disco di platino ottenuto dal rapper con Tradimento. Il primo disco è l'album standard, mentre il secondo (denominato Pensieri scomodi) contiene 11 tracce inedite, tutte prodotte da Big Fish.
Nel 2016, a distanza di dieci anni dalla pubblicazione dell'album, Fabri Fibra ha annunciato Tradimento 10 anni - Reloaded, edizione speciale comprensiva di un secondo CD comprendente 14 remix dei brani originari realizzati da svariati rapper e produttori, tra cui Don Joe e Big Fish; in aggiunta verrà commercializzata anche un'edizione deluxe costituita anche dal mixtape Pensieri scomodi del 2006, la versione doppio vinile di Tradimento, una maglietta e un poster.

## Critiche
Il brano Cuore di latta parla di Erika e Omar, autori del delitto di Novi Ligure. Al Tribunale dei minori di Milano, credettero che Fibra stesse facendo apologia di reato, dicendo che Erika ed Omar avevano fatto la cosa giusta ad uccidere: il presidente Livia Pomodoro ha ampiamente criticato il testo e i modi dell'artista. Il disco Tradimento ha raggiunto le vette delle classifiche nonostante il linguaggio esplicito e lo scarso rispetto della donna contenuti in alcuni testi.

## Tracce
Testi di Fabrizio Tarducci, eccetto dove indicato, musiche di Francesco Tarducci, Massimiliano Dagani e Luca Porzio.
1. Rap in guerra – 3:20
2. Su le mani – 3:53
3. Applausi per Fibra – 4:53
4. Mal di stomaco – 3:45
5. Ogni donna – 4:37
6. La pula bussò – 4:03
7. Fai come noi – 4:52
8. Tutti in campana – 2:47
9. Rompiti il collo – 2:28
10. Sono un soldato – 4:10
11. Coccole – 3:27
12. Vaffan***o scemo (feat. Nesli) – 3:10 (testo: Fabrizio Tarducci, Francesco Tarducci)
13. Il triangolo sì – 3:48
14. Tutti matti – 5:14
15. Idee stupide (feat. Diego Mancino) – 4:46 (testo: Fabrizio Tarducci, Diego Mancino)
16. Che cazzata – 3:59
17. Cuore di latta – 5:01

Pensieri scomodi – CD bonus presente nella Platinum Edition
Testi di Fabrizio Tarducci, musiche di Massimiliano Dagani.
1. Ah yeah Mr. Simpatia – 2:58
2. Troppi limiti – 4:30
3. Nella scena – 5:22
4. A questo show – 3:29
5. Il tappo – 4:08
6. Che culo, che figa! – 3:58
7. Grandi viaggi – 0:49
8. Tipe come te – 2:32
9. Capito tutto – 2:44
10. Che casino – 2:51
11. Strani pensieri – 3:44

Tradimento 10 anni - Reloaded – CD bonus nella riedizione del 2016
1. Intro – 1:52
2. Rap in guerra (Don Joe Remix feat. Jake La Furia + Skit Gué Pequeno) – 3:46
3. Su le mani (feat. Tolu Kuti + Skit Noyz Narcos) – 4:30
4. Mal di stomaco (Takagi & Ketra Remix feat. Emis Killa) – 3:36
5. Ogni donna (Big Fish & Rhade Remix) – 3:46
6. La pula bussò 2016 (feat. Gemitaiz) – 2:31
7. Fai come noi (Deleterio Remix) – 3:39
8. Rompiti il collo (feat. MadMan) – 3:25
9. Sono un soldato (Fuzzy Remix + Skit Salmo) – 6:22
10. Coccole (PK Remix) – 3:43
11. Vaffan***o scemo (Yazee Remix feat. Nitro) – 3:55
12. Il triangolo sì (Dopesquad Remix) – 4:14
13. Tutti matti (Aquadrop Remix) – 4:52
14. Idee stupide (feat. Claver Gold + Skit Marracash) – 9:00

## Formazione
Musicisti
- Fabri Fibra – voce
- Nesli – voce aggiuntiva (traccia 12)
- Diego Mancino – voce aggiuntiva (traccia 15)
- Federico Conti – basso, chitarra, tastiera

Produzione
- Nesli – produzione (tracce 1, 4, 5, 7, 10, 12 e 14)
- Fish – produzione (tracce 6, 16 e 17) coproduzione (tracce 2, 3, 8, 9, 11 e 13)
- DJ Nais – produzione (traccia 15) co-produzione (tracce 2, 3, 8, 9, 11 e 13)

## Classifiche

### Classifiche settimanali
| Classifica (2006) | Posizione massima |
| ----------------- | ----------------- |
| Italia            | 1                 |

### Classifiche di fine anno
| Classifica (2006) | Posizione |
| ----------------- | --------- |
| Italia            | 31        |